# Halianthella annularis
Halianthella annularis is een zeeanemonensoort uit de familie Halcampidae.
Halianthella annularis is voor het eerst wetenschappelijk beschreven door Carlgren in 1938.